# Капелла Никколина
Капелла Никколина (итал. Cappella Niccolina) — небольшой храм (6,6 × 4 м) в одном из старейших помещений Апостольского дворца в Ватикане, в башне папы Иннокентия III (XIII век). Расписанная в середине XV века фра Беато Анджелико с помощниками по заказу папы Николая V, она служила его личной капеллой, за что получила своё название.

## История
Папа Евгений IV, известный как покровитель искусств и гуманист, в 1443 вернулся в Рим после долгого изгнания и сразу занялся украшением своей резиденции в Ватикане. Для этого в 1445 году он пригласил фра Беато Анджелико, которого хорошо знал благодаря многолетнему пребыванию во Флоренции в предшествующие годы. Произведения фра Анджелико 1445 и 1446 года не сохранились, но в 1447 году он приступил к росписи в капелле, примыкавшей к покоям нового папы — Николая V. Художник вместе с Беноццо Гоццоли и другими учениками работал здесь до конца 1448 года, за исключением нескольких летних месяцев 1447 года, когда с разрешения папы они отлучались в Орвието.

## Интерьер
До наших дней сохранились росписи трёх стен и крестового свода капеллы. Три полукруглых люнета содержат шесть сцен из жития святого Стефана, а на трёх прямоугольных фресках ниже можно видеть пять эпизодов из жизни святого Лаврентия. Сюжеты фресок верхнего ряда объединены по два в каждом люнете. Фрески нижнего ряда и роспись четвёртой, алтарной стены не сохранилась. По свидетельству Вазари, на этом месте находилась сцена Снятия с Креста. На внутренней поверхности двух арок написаны фигуры восьми Учителей  церкви. На синем фоне, украшенном звёздами, изображены четыре евангелиста.
Верхний ярус фресок посвящён жизни Святого Стефана (Церковь в Иерусалиме):
- Св. Стефан получает дьяконство от Святого Петра. Св. Стефан раздаёт милостыню.
- Проповедь св. Стефана. Диспут св. Стефана.
- Св. Стефана ведут на казнь. Казнь св. Стефана.

Нижний ярус посвящён жизни Святого Лаврентия (Церковь в Риме):
- Св. Лаврентий получает дьяконство от св. Сикста.
- Св. Сикст передаёт Лаврентию сокровища церкви. Св. Лаврентий раздаёт милостыню
- Св. Лаврентий перед трибуналом императора Валериана. Казнь св. Лаврентия.

Ватиканские фрески фра Беато Анджелико обнаруживают стилевые особенности, отличающие их от предыдущих работ во флорентийском монастыре Сан-Марко. Благодаря разнообразию сюжетов, насыщенности деталями, сложности многофигурных композиций, богатству драпировок и проработке архитектурных фонов они стали крупным шагом вперед от существовавших прежде канонов.